# 横山十四男
横山 十四男（よこやま としお、1925年11月26日 - 2019年）は、日本の郷土史家、環境運動家。ラテンアメリカ美術史家の横山和加子は娘。

## 経歴
長野県上田市仁古田生まれ。1943年、旧制上田中学校（長野県上田高等学校）卒業、陸軍経理学校入学。1945年、敗戦により同校は解散、東京高等師範学校文科に転入。1947年、東京文理科大学国史学科入学。1950年、同学科卒業。1950年、横浜市立港高校（定時制）教諭。1956年、東京教育大学附属中学校（現・筑波大学附属中学校）教諭。1980年、筑波大学助教授。1984年「義民伝承の研究」で筑波大学文学博士。1985年、筑波大学教授。1989年、定年退官、東京家政学院大学教授。1996年退職。
1970年「狛江多摩川左岸自動車道路に反対する会」の事務局長・代表。「狛江水辺の楽校運営協議会」会長、「多摩川流域リバーミュージアム検討協議会」代表。

## 多摩川水害による被災
1974年9月に発生した多摩川水害により、東京都狛江市にあった自宅が流失している。甥にあたる岸野雄一によれば、1977年のテレビドラマ『岸辺のアルバム』のオープニングで流されている家は横山宅である。

## 著書
- 『中学社会歴史』向上社 実力完成叢書 1957
- 『学習人名新事典』富士教育出版社 1964
- 『詳説ジュニア中学生の歴史』向上社 1966
- 『中学歴史 2年用』富士教育 1967
- 『上田藩農民騒動史』上田小県資料刊行会 1968 のち平林堂書店 1981
- 『義民 百姓一揆の指導者たち』三省堂新書 1973
- 『百姓一揆と義民伝承』教育社歴史新書 日本史 1977
- 『義民伝承の研究』三一書房 1985
- 『信濃の百姓一揆と義民伝承』郷土出版社 1986
- 『たまびとの、市民運動から「環境史観」へ』百水社 2004

### 共編著
- 『高校入試中学社会』北原安門共著 富士教育
- 『くわしく学べる中学生の歴史』酒井忠夫共著 績文堂出版 1959
- 『日本史』谷口五男共著 昇龍堂出版 ポケットシリーズ 1960

### 記念論集
- 『社会科教育40年 課題と展望』梶哲夫先生・横山十四男先生退官記念出版会編 明治図書出版 1989

## 参考
- セブンネットショッピング
- ＜インタビュー記録＞歴史教育体験を聞く 横山十四男先生 歴史教育史研究 2003-10